# 平岡ゆき
平岡 ゆき（ひらおか ゆき、1995年10月11日 - ）は、日本のAV女優。元LIGHT所属。2021年6月退所。現在はフリーAV女優「平岡由紀子」として活動中。

## 略歴・人物
- 1995年10月11日生まれ
- 出身地：東京
- T165 / B78(B70) / W58 / H82 / S24
- A型
- 愛称：ひーちゃん
- 趣味：カフェ巡り、ピンクの物集め、夢可愛い系グッズ、ポーチ、バッグ。
- 特技：英語

## 出演作品

### アダルトビデオ
2020年
- 妻の会社の飲み会ビデオ２７（エキストラ役）（2020年5月7日、JET映像）
- 妻の会社の飲み会ビデオ２８（エキストラ役）（2020年8月7日、JET映像）
- 憧れの衣装に身を包んで… 巫女昏●レ●プ 甘酒に仕込まれた薬品で昏●し…目を覚ますとアソコに違和感が…（5月23日、レッド）
- 強●拘束！襲われたナース 看護師クロロホルム昏●レ●プ 襲われたのは夢か現実か！？（6月6日、 東京スペシャル）
- 【VR】【素人ハメ撮りVR】地味マジメなくせにM調教済の本屋店員がデリヘル裏バイト！禁断のナマ本番を記録した中出しVRハメ撮り！！（6月18日、スケこま一家VR）※「ゆきさん」名義
- 実況中に拘束 強●昏● 女子ソロテント泊動画配信者が襲われる！ お前を●す所をたっぷり実況してやるよ！（6月20日、レッド）
- 村の伝統行事 お神輿女子クロロホルム オメェ大丈夫か？熱中症で倒れてたぞ…（6月20日、レッド）
- 女戦闘員Polymer（6月26日、GIGA）
- 万引きGメンの事件簿 万引き依存症の人妻たち… 「奥さん、お会計済んでませんよね？」（7月4日、 東京スペシャル）
- ゆきさん（7月17日、人妻空蝉橋）※「ゆきさん」名義
- @新宿 地方の人妻限定 巨大バスターミナル前で訳アリ人妻をナンパしてみた 2（7月25日、ビッグモーカル）※「ゆきさん」名義
- 拉致してきた女を昏●させレ●プ実況！ デカチンTV！AVです！2 色々な女を味見しちゃいました～（10月24日、レッド）
- 無防備な女性ソロテント泊！ 寝袋拘束レ●プ むき出しの乳房と下半身！（10月24日、レッド）
- 帰省してた娘が俺のエログッズを発見、独り寂しい俺を軽蔑するわけでもなく、優しく慰めてくれたのは良いんだけど、『無理しなくていいんだよ』と俺の息子まで枯れるほど慰めてくれた。(12月25日、NON）

2021
- 年頃の娘に好かれるのは嬉しいんだけど、欲求不満の俺の事を見透かしてエッチないたずらを仕掛けてきて、ムラムラ前回で勃起した俺のチ〇ポをどこで仕入れた知識か分からないヤベーテクニックで俺が娘に骨抜きされてしまった件２（2021年2月20日、NON）
- あそこにグっとくる丸出しストリップ・ダンス・ショー（2021年3月22日、1113工房/妄想族）
- 糞豚臭恥16 〜食糞ロウ焼きムチ打ち調教〜 (2021年3月25日、OPERA)
- 女刑務所　逃げ場の無い場所で暴行される女たち・・・（2021年4月1日、ワルハラ）
- 撮影会の途中でたまらず勃起したオタクたちが迫ると、押しに弱いマゾモデルが手こきとお口で大興奮ご奉仕射精！！（2021年5月8日、レアルワークス）
- 肉尻深毛小間使いの調教日記　平岡ゆき　(シネマジック)
- キャットスーツで嗚咽ハードイラマ完全拘束交尾2
- レスボスの掟　女流緊縛師　縄の激情　(蓬莱かすみと共演)(シネマジック)

平岡由紀子(フリーAV女優)時代　2021年6月〜
- 大小便直腸リターン(大塚フロッピー)

2022
- ドS痴女OL平岡由紀子の乳首いびり腋＆臍Ｍ男くすぐり顔踏み顔面騎乗 (2022年1月29日)(グリップAV)
- エネマ痴帯EX21(2022年　シネマジック)
- 尻マゾ変態女の汚物循環スケベ穴(2022年6月21日　大塚フロッピー)

2023
- 私生活うんこ自画撮り 隠れ変態な美尻OL 平岡由紀子の日常動画(V&Rプランニング)